# CD8
CD8 (Cúmulo de diferenciación 8 o cluster of differentation, en inglés), es una molécula que se expresa en la superficie de algunas células T, conocidos como citolíticas. Es una glucoproteína dimérica de 65-70kDa que cruza la membrana y participa como co-receptor en la estabilización de la adhesión del receptor de linfocitos T a moléculas del Complejo Mayor de Histocompatibilidad tipo I (MHC I). Implicada también en la maduración tímica de linfocitos T y en la transmisión de señales intracelulares durante la activación del HLA I.

Representación esquemática del co-receptor CD8.

El co-receptor CD8 complementa la función del receptor de linfocitos T (TCR) y es expresado de modo alternativo y excluyente al co-receptor CD4, de modo que no existen células con ambos receptores, con excepción de los linfocitos T durante parte de su maduración, en que se denominan doble positivos aquellos linfocitos que poseen CD4 y CD8 conjuntamente, y están en proceso de reordenamiento de TCRα.  

## Distribución tisular
El correceptor CD8 se expresa predominantemente en la superficie de las células T citotóxicas[1] pero también se puede encontrar en células Natural Killer (NK), células corticales del timo y células dendríticas. En rasgos generales, se puede considerar que el correceptor CD8 es un marcador de las poblaciones de linfocitos T citotóxicas. Sin embargo cabe destacar la existencia de células CD8 reguladoras que presentan funciones asociadas a la regulación de la respuesta inmunitaria. Por tanto su distribución tisular corresponde a células del tejido linfoide.

## Estructura
Es una proteína filamentosa compuesta por dos cadenas, fundamentalmente α/β (aunque existen homodímeros α/α, en células más primitivas). Los dominios más externos de cada una de las cadenas son dominios tipo inmunoglobulina. Ambas cadenas están estabilizadas por un enlace disulfuro. 

## Mecanismo de acción
Este corrector interactúa con las proteínas HLA de tipo I[2] , en concreto esta interacción se produce a nivel de los dominios globulares de CD8 con el dominio α3 de la proteína HLA de clase I. Esto significa que las células que expresen CD8 interactuarán con las que expresen MHC de clase I, es decir, todas las células nucleares del organismo. 

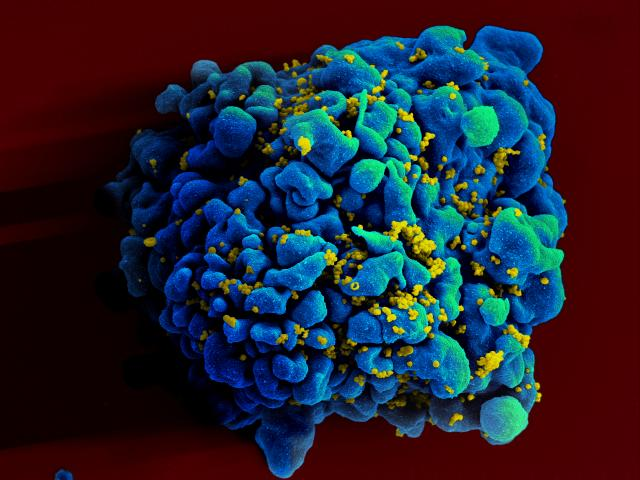
[1] Imagen de linfocito T citotóxico.

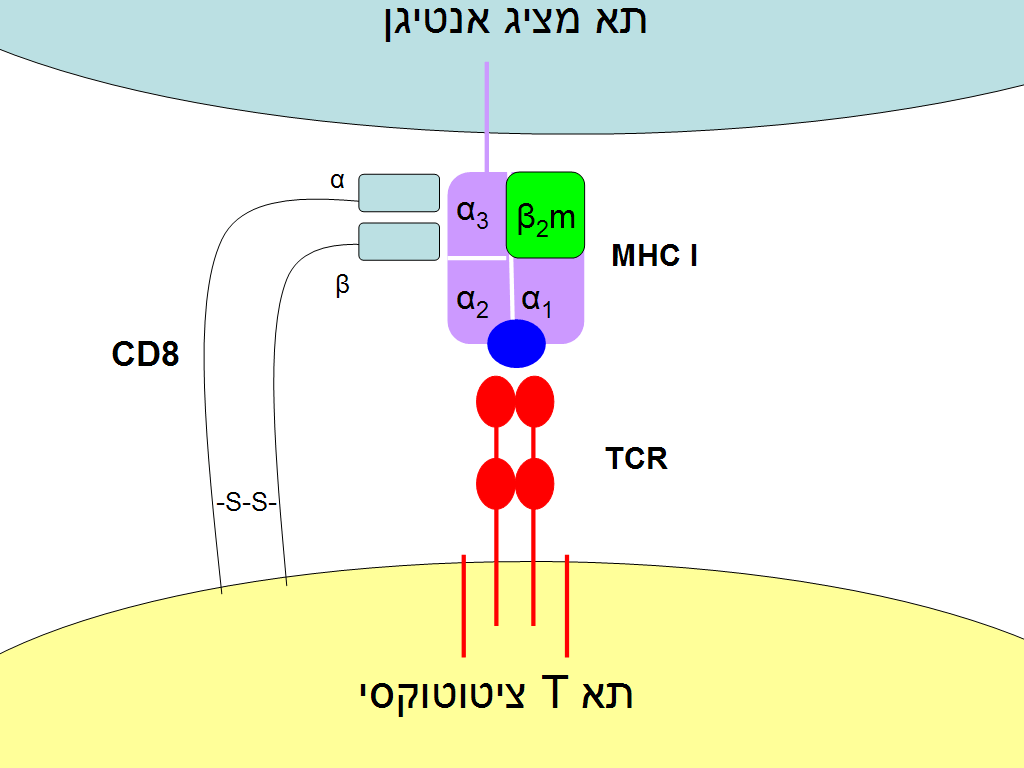
[2] Imagen de la interacción de CD8 con MHC tipo I

## Funciones
El dominio extracelular similar al IgV de CD8-α interactúa con la porción α3 de la molécula MHC de Clase I. Esta afinidad mantiene al receptor de células T de la célula T citotóxica y a la célula diana estrechamente unidos durante la activación específica del antígeno. Las células T citotóxicas con proteína de superficie CD8 se denominan células T CD8+. El sitio de reconocimiento principal es un bucle flexible en el dominio α3 de una molécula MHC. El dominio flexible α3 aparece entre los residuos 223 y 229 del genoma. Además de ayudar con las interacciones citotóxicas de antígenos de células T, el co-receptor CD8 también participa en la señalización de células T. Las colas citoplasmáticas del co-receptor CD8 interaccionan con Lck (proteína específica de linfocitos tirosín-quinasa). Una vez que el receptor de células T se une a su antígeno específico, Lck fosforila  CD3 y las cadenas ζ del  TCR que inicia una cascada de fosforilación que conduce a la activación de factores de transcripción como NFAT, NF-κB, y AP-1 que afectan la expresión de ciertos genes.
- Datos: Q417800